# Pol Lozano Vizuete
Pol Lozano Vizuete (Sant Quirze del Vallès, 6 d'octubre de 1999) és un futbolista professional català que juga com a centrecampista pel RCD Espanyol. És internacional amb la selecció catalana

## Carrera esportiva
Va ingressar al planter del RCD Espanyol el 2006, provinent del CE Mercantil. Va debutar amb el filial el 14 de maig de 2017, com a titular, en una derrota per 2–3 a fora contra el CE Sabadell en partit de Segona Divisió B, en una temporada que el seu equip va perdre la categoria.
Lozano va marcar el seu primer gol com a sènior el 15 d'octubre de 2017, el segon del seu equip en un empat 2–2 a casa contra el Terrassa FC. El següent 4 de juliol, després d'ascendir va renovar contracte fins al 2023, i fou definitivament promocionat al primer equip per la temporada 2019–20.
Lozano va debutar com a professional el 15 d'agost de 2019, entrant com a suplent a la segona part per Sergi Darder en una derrota per 3–0 a casa contra l'FC Luzern, a l'Europa League 2019–20. Va debutar a La Liga el 7 de desembre, jugant els darrers 18 minuts en una derrota per 0–2 contra el Reial Madrid.
El 30 d'agost de 2021, Lozano fou cedit al Girona FC de Segona Divisió, per un any. Va marcar el seu primer gol com a professional quatre dies després, l'únic del seu equip en una derrota per 2–1 contra l'Sporting de Gijón.
Després de començar la temporada 2022–23 amb l'Espanyol, el 30 de gener de 2023 Lozano fou cedit al Granada CF fins a final de temporada.

## Internacional

### Catalunya
El 28 de maig de 2025 va disputar amb la selecció catalana el partit contra Costa Rica, en què va debutar amb la selecció en una victòria per 2 a 0 a l'Estadi Johan Cruyff.

## Palmarès

### Club
Granada
- Segona Divisió: 2022–23

### Internacional
Espanya sub-17
- Campionat d'Europa de Futbol sub-17 de la UEFA finalista: 2016[8]